# 麦黄葡萄
麦黄葡萄（学名：Vitis bashanica）是葡萄科葡萄属的植物。分布于中国大陆的陕西等地，生长于海拔325米的地区，目前尚未由人工引种栽培。